# Tschertkowo (Rostow)
Tschertkowo (russisch Чертко́во) ist eine Siedlung (possjolok) in der Oblast Rostow in Russland mit 10.814 Einwohnern (Stand 14. Oktober 2010).

## Geographie
Der Ort liegt knapp 250 km Luftlinie nördlich des Oblastverwaltungszentrums Rostow am Don unmittelbar an der Staatsgrenze zur Ukraine. Jenseits der Grenze schließt sich die Siedlung städtischen Typs Milowe (russisch Melowoje) an. Nördlich der Siedlung fließt die Melowaja, die 8 km östlich in die Kalitwa mündet, einen linken Zufluss des Sewerski Donez.
Tschertkowo ist Verwaltungszentrum des Rajons Tschertkowski sowie Sitz der Landgemeinde Tschertkowskoje selskoje posselenije, zu der außerdem der Weiler (chutor) Poltawa (2 km nordöstlich) gehört.

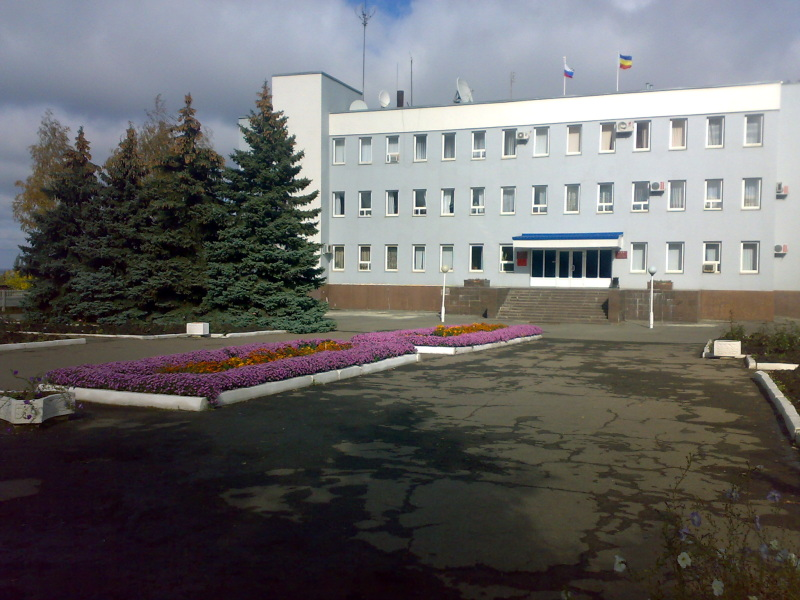
Rajonverwaltung
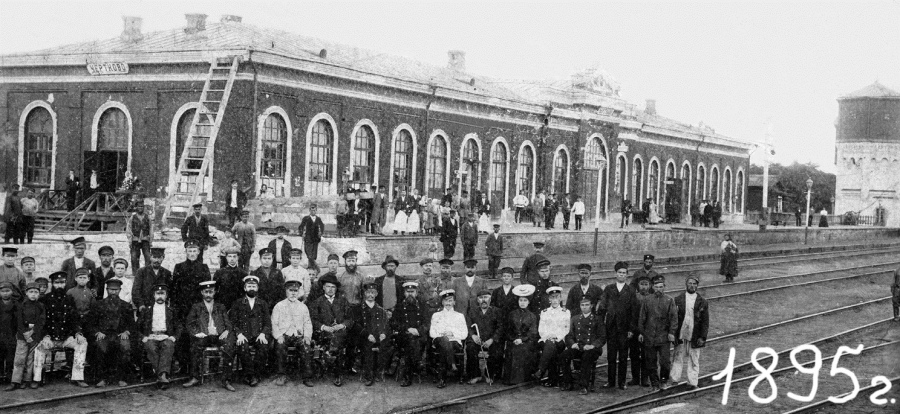
Bahnhof Tschertkowo (1895)
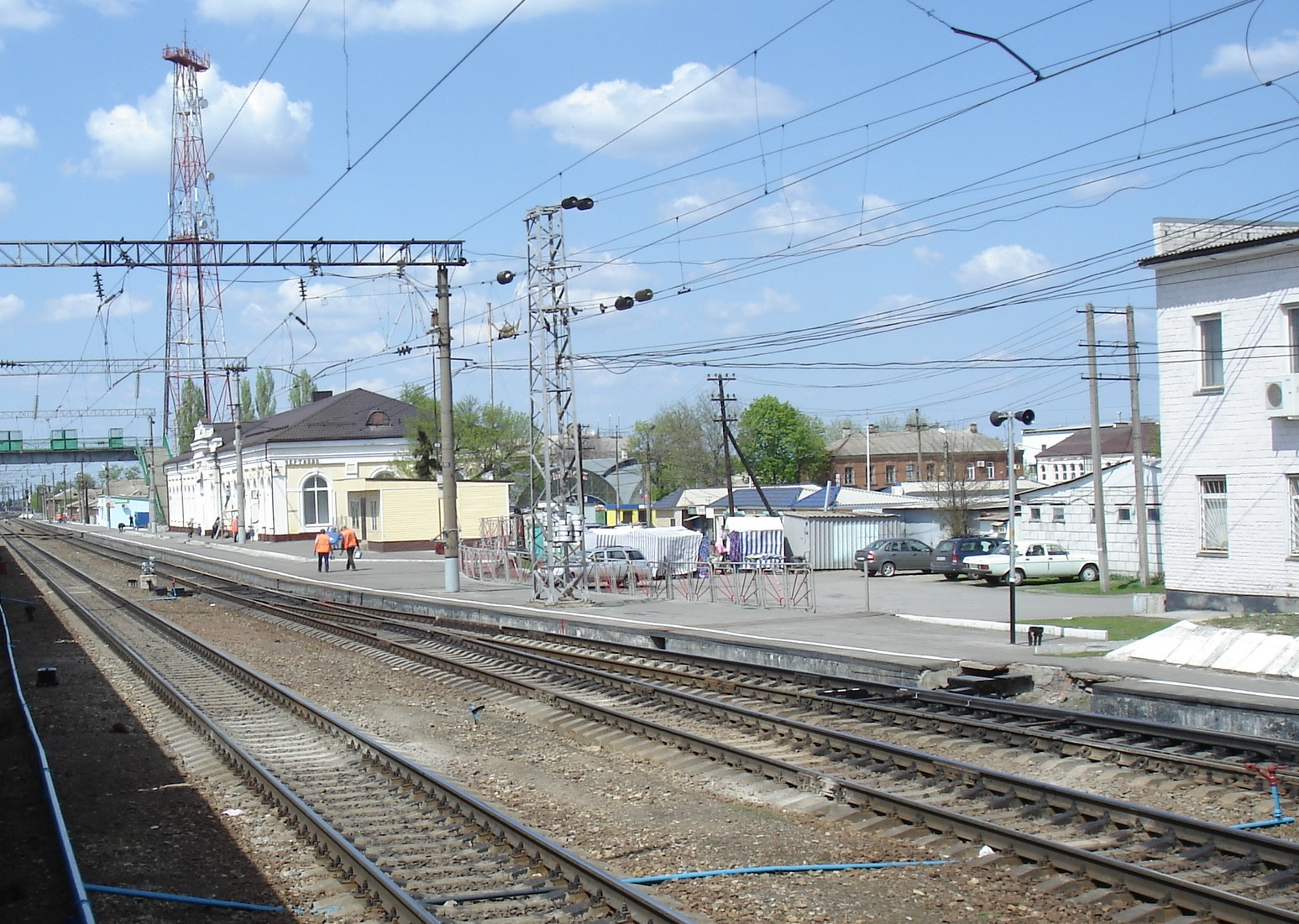
Bahnhof Tschertkowo (2012)

## Geschichte
Der Ort entstand im Zusammenhang mit dem Bau der Eisenbahnstrecke Woronesch – Rostow am Don ab 1869, die dort 1871 den Betrieb aufnahm. Die Bahnstation und die zugehörige Siedlung an der Grenze der damaligen Oblast des Don-Heeres (Oblast Woiska Donskowo) und dem Gouvernement Charkow wurden nach dem Ataman der Donkosaken, General Michail Tschertkow (1829–1905), benannt.
Am 10. Januar 1934 wurde Tschertkowo Verwaltungssitz eines Rajons, der zugleich nach ihm benannt wurde, nachdem er bereits seit 1924 als Leono-Kalitwinski rajon mit Zentrum in der einige Kilometer östlich gelegenen Sloboda Mankowo-Kalitwenskaja bestanden hatte. Von 1929 bis 1993 besaß Tschertkowo den Status einer Siedlung städtischen Typs.

### Bevölkerungsentwicklung
| Jahr | Einwohner |
| ---- | --------- |
| 1939 | 6.498     |
| 1959 | 9.104     |
| 1970 | 9.399     |
| 1979 | 11.303    |
| 1989 | 10.751    |
| 2002 | 11.029    |
| 2010 | 10.814    |

Anmerkung: Volkszählungsdaten

## Verkehr
Tschertkowo liegt an der auf diesem Abschnitt seit 1963 elektrifizierten Eisenbahnstrecke Moskau – Woronesch – Rostow (Streckenkilometer 900), der heute wichtigsten Bahnverbindung zwischen Zentralrussland und dem Kaukasus sowie der Schwarzmeerküste. Um Tschertkowo verläuft die Strecke auf mehreren Abschnitten unmittelbar entlang der russisch-ukrainischen Grenze; nördlich der Station endet der von der Nordkaukasischen Eisenbahn betriebene Abschnitt, an den sich die Südost-Eisenbahn anschließt.
Die Siedlung ist über die Regionalstraße 60K-317 an die 30 km östlich verlaufende föderale Fernstraße M4 Don Moskau – Rostow am Don – Noworossijsk angeschlossen. Im Ort gibt es einen Straßengrenzübergang nur für Bürger Russlands und der Ukraine; jenseits der Grenze führt die Straße als R-07 weiter in Richtung Starobilsk – Kupjansk.